# 토마스 욘손
알프 토마스 욘손(스웨덴어: Alf Tomas Jonsson, 1960년 4월 12일~)은 스웨덴의 아이스하키 선수, 지도자로 현역 시절 포지션은 수비수이다.  내셔널 하키 리그(NHL)의 뉴욕 아일런더스와 에드먼턴 오일러스 소속으로 뛰었으며 스탠리 컵 2회 우승했다.
국제 대회에서는 스웨덴 대표팀의 일원으로 뛰었으며 1980년 동계 올림픽 동메달, 1994년 동계 올림픽 금메달, 1981년 세계 아이스하키 선수권 대회 우승 등의 성과를 내면서 트리플 골드 클럽에 가입했다.
현역 은퇴 후에는 지도자로 활동하면서 덴마크 대표팀 코치 등을 지냈다. 현재 자신이 뛰었던 팔룬 IF의 단장을 맡고 있다.